# Cronquistianthus callacatensis
Cronquistianthus callacatensis es una especie de planta floral del género Cronquistianthus, tribu Eupatorieae, familia Asteraceae. Fue descrita científicamente por (Hieron.) R.M.King & H.Rob.
Se distribuye por América del Sur: Perú.